# Jeff Bevilacqua
Jeff Bevilacqua (* 4. Juli 1979) ist ein ehemaliger luxemburgischer Basketballspieler.

## Werdegang
Bevilacqua, der mit 13 Jahren mit dem Basketballsport begann, wechselte 1998 von T71 Dudelange zum BBC Sparta Bertrange. 1999 wurde er mit Sparta luxemburgischer Vizemeister. 2001 schloss sich der Aufbauspieler Racing Luxemburg an. Mit Sparta und Racing nahm er am Europapokalwettbewerb Korać-Cup teil.
Zur Saison 2003/04 ging Bevilacqua zum deutschen Zweitligaverein USC Freiburg. Ab 2004 spielte er wieder für Racing Luxemburg. Im März 2006 wurde er von Luxemburgs Anti-Doping-Agentur mit einer sechsmonatigen Sperre belegt, nachdem in einer Probe, die Bevilacqua im Anschluss an ein Ligaspiel mit Racing im November 2005 abgegeben hatte, Spuren eines im Wettkampf verbotenen Cannabinoids gefunden worden waren.
2007 stieg Bevilacqua mit dem BBC Nitia Beetebuerg in die höchste Liga Luxemburgs auf, in der in der Folgesaison mit der Mannschaft vertreten war.
Bevilacqua war luxemburgischer Nationalspieler, nahm unter anderem an Qualifikationsspielen für Europameisterschaften teil.